# Arsenio Hall

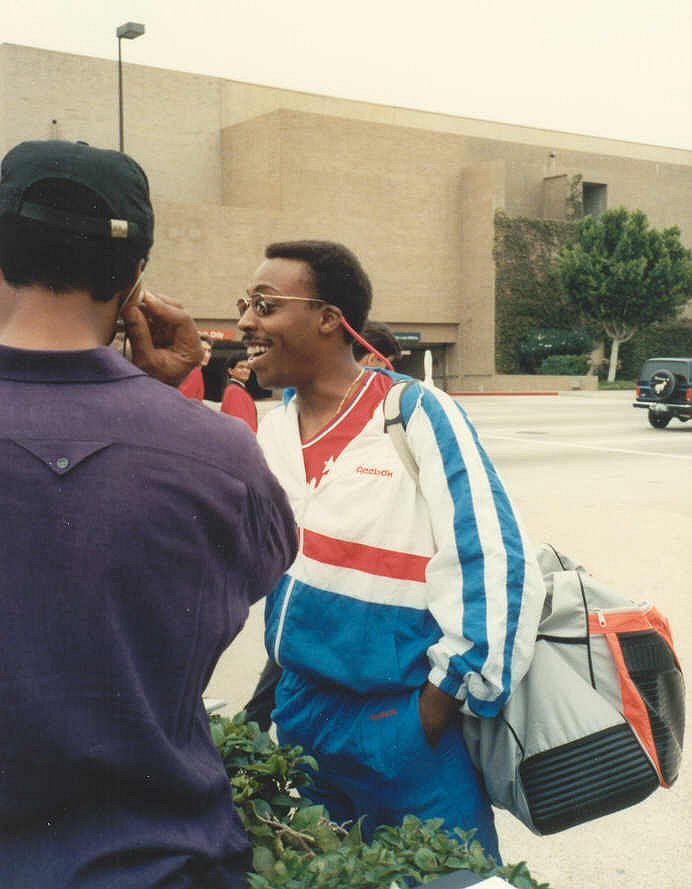
Arsenio Hall (1989)

Arsenio Hall (Cleveland (Ohio), 12 februari 1956) is een Amerikaans komiek, presentator en acteur. Hall werd bekend door zijn Arsenio Hall Show en met een hoofdrol naast Eddie Murphy in de film Coming to America.
Na zijn studie ging Hall naar Los Angeles om zich te richten op stand-upcomedy. In dat circuit leerde hij Eddie Murphy kennen met wie hij bevriend raakte. 
Na Coming to America presenteerde Hall de laatste afleveringen van The Late Show, maar er was al besloten dat die show niet zou worden voortgezet. Zijn eigen show The Arsenio Hall Show werd van 1989 tot 1994 uitgezonden en ging de directe competitie aan met Jay Leno's The Tonight Show. Later zou Hall overigens meerdere malen te gast zijn in Leno's show.

## Filmografie (selectie)
- Coming 2 America  (2021) - Semmi (en diverse bijrollen)
- The Proud Family Movie (2005) - Dr. Carver/Bobby Proud
- Star Search (2003-2005) - gastheer
- Martial Law (1998) - Terrell Parker (1999–2000)
- Harlem Nights (1989) - huilende man
- Coming to America (1988) - Semmi (en diverse bijrollen)
- The Real Ghostbusters (1986) - Winston Zeddemore (stem) (1986–1987)
- New Love, American Style (1985)
- The Motown Revue Starring Smokey Robinson (1985)

- Bibsys: 1523345894599
- Biblioteca Nacional de España: XX1099141
- Gemeinsame Normdatei: 1012811344
- International Standard Name Identifier: 0000 0000 0107 2306
- Library of Congress Control Number: n91126356
- MusicBrainz: 298e4c8b-0e76-4188-9226-2825e6ae971b
- Nationale Bibliotheek van Tsjechië: xx0151088
- Nationale Bibliotheek van Israël: 987012383980605171
- Virtual International Authority File: 54349713
- WorldCat: E39PBJd8cxtP7pthF9C4vywjYP